# Patterson (Luisiana)
Patterson es una ciudad ubicada en la parroquia de St. Mary en el estado estadounidense de Luisiana. En el Censo de 2010 tenía una población de 6112 habitantes y una densidad poblacional de 935,71 personas por km².

## Geografía
Patterson se encuentra ubicada en las coordenadas 29°41′27″N 91°18′34″O / 29.69083, -91.30944. Según la Oficina del Censo de los Estados Unidos, Patterson tiene una superficie total de 6.53 km², de la cual 6.53 km² corresponden a tierra firme y (0%) 0 km² es agua.

## Demografía
Según el censo de 2010, había 6112 personas residiendo en Patterson. La densidad de población era de 935,71 hab./km². De los 6112 habitantes, Patterson estaba compuesto por el 51.88% blancos, el 44.34% eran afroamericanos, el 0.67% eran amerindios, el 0.62% eran asiáticos, el 0% eran isleños del Pacífico, el 0.95% eran de otras razas y el 1.54% pertenecían a dos o más razas. Del total de la población el 2.98% eran hispanos o latinos de cualquier raza.